# Фогтланд (район)
Фогтланд (нем. Vogtland) — район в Германии.
Центр района — город Плауэн. Район входит в землю Саксония. Подчинён дирекционному округу Хемниц. Занимает площадь 1412 км². Численность населения района по состоянию на 31 декабря 2013 года составляет 233 970 человек. Плотность населения — 166 человек/км².
Официальный код района — 14 5 23.
Район подразделяется на 44 коммун.

## Города и посёлки
Города
1. Адорф (5 789)
2. Ауэрбах (21 243)
3. Бад-Эльстер (4 058)
4. Эльстерберг (5 089)
5. Фалькенштайн (9 440)
6. Ленгенфельд (8 140)
7. Маркнойкирхен (7 066)
8. Мюльтроф (1 925)
9. Милау (3 003)
10. Нечкау (4 462)
11. Эльсниц (12 247)
12. Пауза (3 924)
13. Плауэн (64 115)
14. Райхенбах-им-Фогтланд (22 117)
15. Родевиш (7 573)
16. Шёнек (3 709)
17. Тройен (9 020)

Совместные управления (Verwaltungsgemeinschaft)
- Управление Фалькенштайн
- Управление Клингенталь (Саксония)
- Управление Маркнойкирхен
- Управление Нечкау-Лимбах
- Управление Эльсниц
- Управление Пауза
- Управление Райхенбах/Фогтланд
- Управление Шёнек/Мюленталь
- Управление Тройен/Нойензальц
- Управление Вайшлиц

Посёлки
1. Бад-Брамбах (2 227)
2. Берген (1 076)
3. Бёзенбрунн (1 405)
4. Бургштайн (2 032)
5. Айхигт (1 376)
6. Эллефельд (3 111)
7. Эрльбах (1 889)
8. Грюнбах (1 957)
9. Хайнсдорфергрунд (2 312)
10. Лойбниц (1 497)
11. Лимбах (1 606)
12. Мельтойер (1 579)
13. Мульденхаммер
14. Мюленталь (1 655)
15. Нойензальц (2 396)
16. Ноймарк (3 287)
17. Нойштадт (1 218)
18. Пёль (2 883)
19. Ройт (1 030)
20. Штайнберг (3 075)
21. Зирау (1 707)
22. Тойма (1 144)
23. Тирперсдорф (1 531)
24. Трибель (1 607)
25. Вайшлиц (3 577)
26. Верда (1 722)
27. Цвота (1 535)